# Skibby Rejser
Skibby Rejser var i 2006 et 50 år gammelt dansk rejsebureau. Efter at Skibby Rejser blev opkøbt af MyTravel, så ophørte Skibby Rejser som selskab i 2009. Fremover sælges rejserne under mærket Spies Rejser.
Rejserne foregik primært til Grækenland.

## Ekstern henvisning
- Skibby Rejser